# Gasgebouw
Het Gasgebouw staat voor de publiek-private samenwerking tussen de Nederlandse Staat, EBN, Exxon Mobil, Shell en GasTerra voor winning en verkoop van aardgas.

## Achtergrond
Sinds 1903 verrichtte de ‘Dienst der Rijksopsporing van Delfstoffen’ in verschillende delen van het Nederland opsporingen naar fossiele energie. Er was echter geen sprake van een systematisch opsporingsbeleid. Bij de ontdekking van aardolie in Duitsland werd duidelijk dat deze voorraden zich over de Nederlandse grens voortzetten. De Bataafse Petroleum Maatschappij (B.P.M.) voerde het onderzoek in Nederland naar deze voorraden uit. Om dit opsporingsbeleid goed te laten functioneren, werden alle boringen in de provincies Groningen, Friesland, Drenthe en Gelderland vanaf 1933 voor een periode van 10 jaar verboden met B.P.M. als enige partij waarvoor een uitzondering gold. Dit verbod en de uitzondering voor de B.P.M. werden een aantal keren verlengd en uitgebreid over meerdere provincies in Nederland. 
Toen de Nederlandse Aardolie Maatschappij (NAM) vanaf 1950 de eerste hoeveelheden economisch winbaar aardgas in de Nederlandse bodem aantrof, gaven zelfs de meest optimistische schattingen aan dat dit gas slechts kon voorzien in een beperkt deel van de Nederlandse energievraag. Aangezien de Nederlandse Staat al betrokken was bij de aanleg van gasleidingen uit Duitsland om het daar gewonnen cokesovengas voor een aantal Gelderse gemeenten te importeren, lag het voor de hand dat de Staat ook deze rol voor het gewonnen Nederlandse aardgas zou gaan vervullen. Vanaf 1957 werd de ‘Rijksdienst gasvoorziening’ omgedoopt tot het Staatsgasbedrijf die deze taak op zich nam. 
Het systematisch opsporen van energie zorgde voor belangrijke vondsten waaronder de ontdekking van het olieveld Schoonebeek (1948) en de gasvelden Tubbergen (1953), Rossum (1961), De Lutte (1961) en Rijswijk (1955). Voor winning van deze velden was door de overheid een vergunning verleend aan de NAM (een samenwerkingsverband van B.P.M. en Standard Oil of Jersey). De NAM moest tien procent royalty’s aan de Staat betalen en daarnaast gold de verplichting om het gewonnen gas dat niet bestemd was voor eigen verbruik aan het Staatsgasbedrijf te verkopen.
Al met al speelde aardgas als energiebron in Nederland op dat moment een kleine rol. Dit veranderde met de ontdekking van het aardgasveld Slochteren in 1959. Toen de omvang van dit gasveld bekend werd, werd duidelijk dat de bestaande regeling niet was te handhaven. Voor zulke grote hoeveelheden gas was immers geen afzetmarkt en het Staatsgasbedrijf kon zulke hoeveelheden gas niet innemen. Daarnaast zou het in de grond laten zitten van deze voorraden aardgas, onder de destijds geldende overeenkomst tussen de Staat en de NAM, tot een onaanvaardbaar risico voor de Staat hebben geleid. De Staat was namelijk verplicht om de NAM te betalen voor de aangeboden hoeveelheden ook al konden deze niet worden afgenomen. Ook de NAM pleitte op basis van deze gasvondst en de stelling dat de aardgasmarkt niet verschilt van de aardoliemarkt voor een andere invulling van de samenwerking met de Staat.

## Nota de Pous
Deze andere invulling werd aangedragen door minister van Economische zaken Jan Willem de Pous. Op 11 juli 1962 stuurde hij de ‘Nota inzake het aardgas’ naar de Tweede Kamer waarin hij de opzet van wat later werd bestempeld als het Gasgebouw voorstelde. De belangrijkste motivatie voor het Gasgebouw was dat voor een zo optimale ontwikkeling van de Nederlandse bodemschat een goede afstemming tussen de winning en afzet van aardgas noodzakelijk was. Het Gasgebouw is dan ook geen fysieke plek, maar een samenwerkingsverband tussen diverse partijen. 
Om dit te bewerkstelligen ondertekenden de Staat, Shell en Exxon Mobil in 1963 een Overeenkomst tot Samenwerking (OvS). Deze OvS verplichtte de partijen ertoe een tweetal organisaties op te richten. Ten eerste werd de vergunning voor het Groningenveld toegekend aan de NAM op voorwaarde dat een nog op te richten maatschap (de maatschap Groningen) verantwoordelijk was voor de exploitatie van het veld. De aandeelhouders van deze maatschap zijn Shell, Exxon Mobil en de Staatsmijnen waarbij de stemverhouding evenredig is verdeeld. De kapitaalsverhouding in deze maatschap is echter 30-30-40 procent. Ten aanzien van de verdeling van de exploitatieresultaten in de maatschap zou tien procent rechtstreeks aan de Staat worden uitgekeerd en veertig procent via de Staatsmijnen. Uiteindelijk, gecorrigeerd voor vennootschapsbelasting destijds, betekent dit dat Shell en Exxon Mobil netto dertig procent van de exploitatieresultaten overhouden en zeventig  procent bij de Staat belandt. 
Naast de oprichting van de maatschap Groningen werd gelijktijdig een nieuwe N.V. opgericht voor de verkoop van het gewonnen aardgas uit de Groningenconcessie: de N.V. Nederlandse Gasunie. Het aandelenkapitaal voor deze nieuwe onderneming werd voor tien procent rechtstreeks door de Staat ingebracht, voor veertig procent door de Staatsmijnen, voor vijfentwintig procent door Shell en voor vijfentwintig procent door Exxon Mobil. Daarnaast werd het distributienetwerk van het Staatsgasbedrijf onderdeel van deze nieuwe N.V.

## Liberalisatie van de gasmarkt
Het Gasgebouw kwam onder druk te staan toen de liberalisering van de Nederlandse gasmarkt in de Tweede Kamer werd besproken en de nieuwe Gaswet werd aangenomen. De noodzaak voor de vervlechting van de commerciële en publieke belangen in het Gasgebouw nam in de ogen van minister Annemarie Jorritsma af ten gevolge van de marktontwikkelingen, beleidsaanpassingen en een gewijzigde rol van de overheid. In haar visie moesten er commerciële relaties tussen de verschillende partijen ontstaan waarbij de winning van het Groningengas onder publiekrechtelijke bepalingen werd gewaarborgd. De minister vond het hierbij belangrijk dat er sprake was van financiële neutraliteit ten aanzien van de aardgasbaten uit de Groningenconcessie, de structuur moest transparant zijn, mededingingsrechtelijk in lijn met de afspraken in Europees verband, de publieke en private belangen moesten in evenwicht blijven en er moest een gezond toekomstperspectief zijn voor Gasunie en de bedrijven die daar eventueel uit voort zouden komen.
Uiteindelijk bleek de onzekerheid over de toekomstige prijzen en regulering met betrekking tot transport een te groot obstakel voor de minister om deze onderhandelingen met succes te kunnen afronden. Waarnemend minister van Economische Zaken Gerrit Zalm plaatste het onderwerp in 2004 echter weer op de agenda wat in 2005 resulteerde in de opsplitsing van Gasunie in een handelstak GasTerra (destijds Gasunie Trade & Supply) en een onafhankelijk transportbedrijf. Eerstgenoemde bleef een publiek-private samenwerking terwijl het tweede bedrijf volledig in overheidshanden kwam.
Als gevolg van deze splitsing werden de OvS en de MOR ook aangepast. Deze overeenkomsten hadden namelijk tot doel de winning, transport en afzet van het gas uit het Groningenveld te coördineren. Nu het transport uit dit samenwerkingsverband werd gehaald, zijn de bovengenoemde overeenkomsten daarop aangepast en alle verwijzingen naar transport verwijderd. De OvS en MOR zien alleen nog toe op de winning en afzet van het Groningengas met als gevolg dat Gasunie geen deel meer uitmaakt van het Gasgebouw.

## Toekomst
In 2008 voerde minister van Economische Zaken Maria van der Hoeven verkennende gesprekken met alle betrokken partijen over de toekomstige positie van gashandelaar GasTerra op de internationale handelsmarkt. In het Energierapport 2011 staat hierover nog vermeld dat GasTerra’s aandeelhouders in het kader van de gasrotonde deze toekomstige rol nader willen uitwerken. De bijdrage aan voorzieningszekerheid en de Nederlandse economische belangen zijn hierbij van doorslaggevende betekenis.